# قاضی‌جهان
قاضی‌جهان یکی از دهستان های استان آذربایجان شرقی است که در دهستان قاضی‌جهان بخش حومه واقع شده‌است.این روستا ۳۱۲۸ نفر جمعیت دارد.